# Adoor
Adoor è una suddivisione dell'India, classificata come municipality, di 28 943 abitanti, situata nel distretto di Pathanamthitta, nello stato federato del Kerala. In base al numero di abitanti la città rientra nella classe III (da 20 000 a 49 999 persone).

## Geografia fisica
La città è situata a 9° 09' 38 N e 76° 44' 19 E.

## Società

### Evoluzione demografica
Al censimento del 2001 la popolazione di Adoor assommava a 28 943 persone, delle quali 13 965 maschi e 14 978 femmine. I bambini di età inferiore o uguale ai sei anni assommavano a 2876, dei quali 1438 maschi e 1438 femmine. Infine, coloro che erano in grado di saper almeno leggere e scrivere erano 24 635, dei quali 12 078 maschi e 12 557 femmine.